# Paradamoetas
Paradamoetas är ett släkte av spindlar. Paradamoetas ingår i familjen hoppspindlar.
Kladogram enligt Catalogue of Life:
| Paradamoetas | \| \| Paradamoetas cara \| \| \| \| \| \| Paradamoetas changuinola \| \| \| \| \| \| Paradamoetas fontana \| \| \| \| \| \| Paradamoetas formicina \| \| \| \| |
|              | \| \| Paradamoetas cara \| \| \| \| \| \| Paradamoetas changuinola \| \| \| \| \| \| Paradamoetas fontana \| \| \| \| \| \| Paradamoetas formicina \| \| \| \| |
|              | Paradamoetas cara |
|              | |
|              | Paradamoetas changuinola |
|              | |
|              | Paradamoetas fontana |
|              | |
|              | Paradamoetas formicina |
|              | |